# Zygmunt Piękniewski
Zygmunt Piękniewski (ur. 28 grudnia 1892 w Łodzi, zm. 12 sierpnia 1968 w Poznaniu) – polski działacz społeczno-polityczny, rewolucjonista z 1905, uczestnik walk I i II wojny światowej, powstaniec warszawski, założyciel i współzałożyciel organizacji i partii robotniczych, przewodniczący prezydium MRN w Poznaniu (1945), przewodniczący WRN (1945–1948), poseł do KRN (1945–1947) i Sejmu Ustawodawczego (1947–1952).

## Życiorys
Syn Wojciecha i Marii z d. Klinger. Jego ojciec wyjechał na Syberię, w 1898 dołączyła do niego reszta rodziny. Mieszkali w Irkucku. Zygmunt uczył się zawodu ślusarza.
W 1905 Zygmunt brał udział w rewolucji, pracował jako goniec. Włączył się w nurt ruchu robotniczego i następnych latach brał udział m.in. w strajkach w lenskich kopalniach złota (pracował tam jako mechanik).
Podczas I wojny światowej walczył m.in. pod Verdun (1916) i Arras (1917). Dostał się do niemieckiej niewoli. Do ojczyzny powrócił z armią Józefa Hallera. Od maja 1920 mieszkał w Poznaniu.
Rozpoczął pracę w zakładach „H. Cegielski”. Jednocześnie zaangażował się w działalność ruchu robotniczego. W czerwcu 1920 był jednym z założycieli poznańskiego ruchu robotniczego, 23 września 1921 przewodniczył pierwszemu publicznemu wiecowi komunistycznemu w Poznaniu przy ul. Grunwaldzkiej (u zbiegu z ul. Śniadeckich). Na wiec przybyło ok. 6000 uczestników protestujących przeciw zbrojnej interwencji Piłsudskiego w ZSRR oraz domagających się od państwa poprawy warunków bytowych i uwolnienia więźniów politycznych. Od października 1921 był przewodniczącym Komitetu Strajku Generalnego w Poznaniu. Pod koniec 1921 aresztowany, jednak z braku dowodów jego winy został wypuszczony na wolność w lutym 1922. Rozpoczął działalność w kierownictwie Komitetu Okręgowego KPP. W swoim zakładzie pracy (HCP) był przewodniczącym Związku Zawodowego Metalowców i przewodniczącym Wydziału Robotniczego. Był jednym ze współorganizatorów Uniwersytetu Robotniczego (przy ul. Zamkowej 7). W 1923 aresztowany.
W 1924 wspólnie z Alfredem Bemem założył Komitet Bezrobotnych. W 1927 był jednym ze współzałożycieli PPS-Lewica. Kandydował do Rady Miasta w 1925 (z listy Lewicy Związków Zawodowych) oraz do Sejmu w 1928.
Z początkiem 1929 został sekretarzem Krakowskiego Okręgu PPS-Lewicy. Aresztowany po raz trzeci w październiku 1929 i 26 lutego 1930 skazany na 2 lata ciężkiego więzienia. Z więzienia wyszedł wcześniej dzięki złożonej apelacji i kaucji. W lutym 1931 podczas II Kongresu PPS-Lewicy w Łodzi ponownie aresztowany. Przewieziony do Poznania, wypuszczony na wolność w lutym 1934.
Podczas okupacji w Poznaniu handlował na rynku Łazarskim, a od końca 1939 pracował w DWM (przejęte przez Niemców zakłady HCP) przy produkcji parowozów. Od 1940 wraz z innymi polskimi pracownikami fabryki zaczął organizować tajną organizację, której celem był m.in. sabotaż fabryczny. Od jesieni 1942 utrzymywał kontakt z Łódzkim Komitetem Obwodowym PPR. 31 maja 1944 wracając z nocnej zmiany w fabryce został ostrzeżony o obserwacji jego domu przez Gestapo. Dzięki temu udało mu się uciec do Łodzi, następnie do Koluszek i Warszawy. Aresztowano jego żonę, która zmarła później w obozie w Ravensbrück.
Podczas powstania warszawskiego walczył o zdobycie budynku PAST-y (20 sierpnia 1944) i poczty przy ul. Nowogrodzkiej. 9 września 1944 został ranny w wyniku wybuchu granatu. Przewieziony do warszawskiego lazaretu, następnie do Krakowa. Tam Komitet Miejski PPR powierzył mu funkcję organizatora rad zakładowych. 8 marca 1945 wrócił do Poznania na polecenie KC PPR.
Po wojnie pełnił szereg funkcji: kierownika Wydziału Kadr i członka Egzekutywy KW Polskiej Partii Robotniczej, przewodniczącego pierwszej Miejskiej Rady Narodowej w Poznaniu (PPR; od 26 marca do 1 października 1945), przewodniczącego Wojewódzkiej Rady Narodowej (od czerwca 1945 do listopada 1948), posła do Krajowej Rady Narodowej (od kwietnia 1945 do stycznia 1947) i posła do Sejmu Ustawodawczego (1947–1952).
Organizował pracę Towarzystwa Przyjaźni Polsko-Radzieckiej w województwie poznańskim oraz poznańskich organizacji sportowych (m.in. Polskiego Związku Bokserskiego i Polskiego Związku Hokeja na Trawie).
Od 1956 na emeryturze. Dalej udzielał się społecznie, m.in. jako członek Komitetu Dzielnicowego PZPR Poznań-Grunwald oraz w Zarządzie Dzielnicowym ZBOWiD Poznań-Grunwald. W 1957 został pierwszym przewodniczącym Komisji Sportu, Turystyki i Przysposobienia Wojskowego.
Był Przewodniczącym Prezydium Społecznego Komitetu Budowy pomnika Karola Świerczewskiego w Poznaniu (od 1968).
Pochowany w Alei Zasłużonych na cmentarzu na Junikowie w Poznaniu (AZ-P-54).

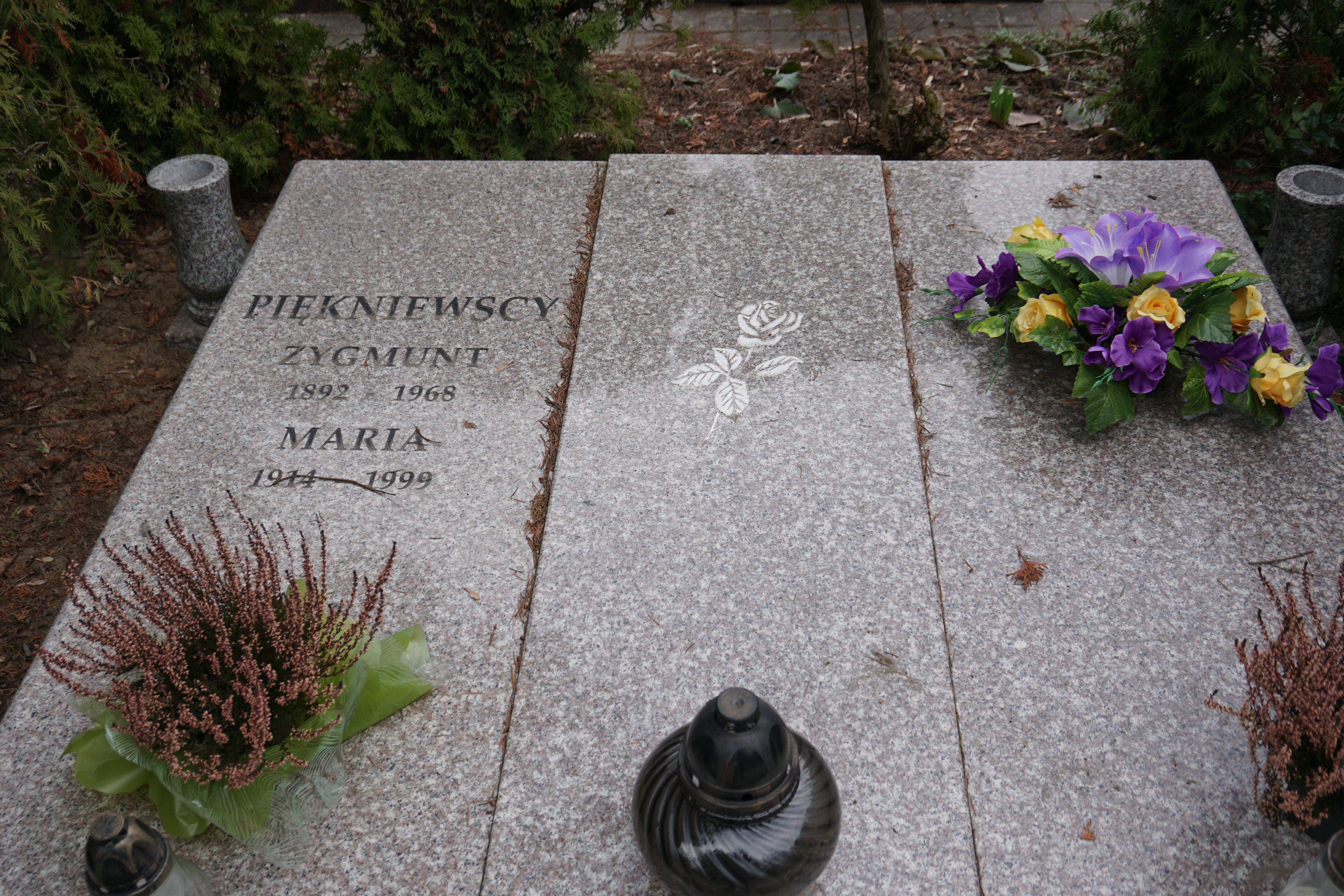
Grób Zygmunta Piękniewskiego na Cmentarzu Junikowskim

## Odznaczenia i nagrody
- Złoty Krzyż Zasługi
- Order Sztandaru Pracy I klasy
- Order Sztandaru Pracy II klasy
- Odznaka Grunwaldzka
- Odznaka 1000-lecia Państwa Polskiego
- Medal 10-lecia Polski Ludowej
- Odznaka Honorowa Miasta Poznania
- Odznaka honorowa „Za zasługi w rozwoju województwa poznańskiego”
- Brązowy Medal „Za zasługi dla obronności kraju”